# Hospital Syd Station
|  | Fremtidig bygning Denne artikel omhandler en bygning, der er under opførelse. Det er derfor muligt, at indholdet er af spekulativ natur, og ligeledes, at indholdet kan ændre sig markant efterhånden som flere oplysninger bliver tilgængelige. |

Hospital Syd Station er en kommende letbanestation på Odense Letbane, beliggende ved det kommende Odense Universitetshospital i Odense Kommune. Letbanen åbnede 28. maj 2022, men stationen forventes først at åbne sammen med hospitalet i 2027.
Letbanen går gennem et område, hvor der tidligere lå marker, men som blev ryddet med henblik på bebyggelse. Stationen ligger i den sydlige ende af området ved et sted, hvor en sti tidligere gik på skrå gennem området. Stationen består af to spor med hver sin sideliggende perron. Derudover bliver der anlagt en supercykelsti langs med letbanen gennem hospitalets og Syddansk Universitets område. Stationen kommer til at ligge ved hospitalets hovedindgang.
Da letbanen åbnede var stationen klar, men anlægsarbejderne til hospitalet var stadig i gang, så det var ikke aktuelt at stoppe der. Det var dog muligt at benytte stationen nogle timer 4. september 2022, da der var åbent hus på byggepladsen. Det blev gentaget 3. september 2023. Daglig brug må dog vente til hospitalet åbner.
Hospital Syd
| Foregående station                     |  | Odense Letbane                       |  | Efterfølgende station             |
| -------------------------------------- |  | ------------------------------------ |  | --------------------------------- |
| SDU Syd/Hospital Nord mod Tarup Center |  | Tarup Center - Hjallese fra maj 2022 |  | Parkering Odense Syd mod Hjallese |